# Topana
Topana là một xã thuộc hạt Olt, România. Dân số thời điểm năm 2002 là 1244 người.